# Lestovka

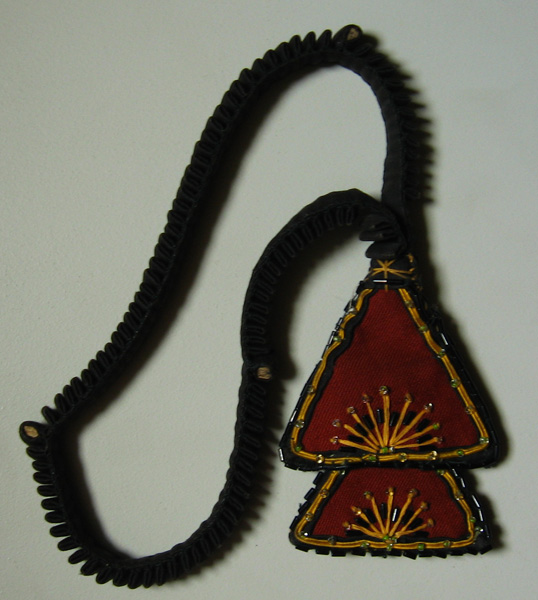
Lestovka du courant pomor (vieux-croyants non presbytériens)

Le lestovka (en russe : лестовка ou vervitsa, вервица, ou en roumain : verviță), est une variante de chapelet utilisée par les Orthodoxes vieux-croyants.